# ماساو تسوجي
ماساو تسوجي (باليابانية: 辻 正男) (29 مارس 1987 في فوجيساوا في اليابان – )؛ هو لاعب كرة قدم ياباني سابق كان يلعب كمهاجم.

## وصلات خارجية
- ماساو تسوجي على موقع رابطة كرة القدم اليابانية للمحترفين (اليابانية)
- ماساو تسوجي على موقع قاعدة بيانات كرة القدم.إي يو (الإنجليزية)
- ماساو تسوجي على موقع Soccerway.com (الإنجليزية)
- ماساو تسوجي على موقع عالم كرة القدم.نت (الإنجليزية)